# Локітка
Локі́тка — село в Україні, у Тлумацькій міській громаді Івано-Франківського району Івано-Франківської області. До 2020 в складі органу місцевого самоврядування — Палагицька сільська рада. Населення становить 591 особу (станом на 2001 рік). Село розташоване на сході Івано-Франківського району, за 0,2 кілометра від адміністративного центру громади.
Відповідно до Розпорядження Кабінету Міністрів України від 12 червня 2020 року № 714-р «Про визначення адміністративних центрів та затвердження територій територіальних громад Івано-Франківської області» увійшло до складу Тлумацької міської громади.

## Географія
Село Локітка лежить за 0,2 км на північний схід від центру громади, фізична відстань до Києва — 414,2 км.
| Клімат Локітки          | Клімат Локітки | Клімат Локітки | Клімат Локітки | Клімат Локітки | Клімат Локітки | Клімат Локітки | Клімат Локітки | Клімат Локітки | Клімат Локітки | Клімат Локітки | Клімат Локітки | Клімат Локітки | Клімат Локітки |
| Показник                | Січ.           | Лют.           | Бер.           | Квіт.          | Трав.          | Черв.          | Лип.           | Серп.          | Вер.           | Жовт.          | Лист.          | Груд.          | Рік            |
| Середній максимум, °C   | −0,9           | 0,7            | 6,0            | 13,8           | 19,5           | 22,6           | 23,8           | 23,3           | 19,2           | 13,4           | 6,2            | 1,3            | 12,4           |
| Середня температура, °C | −4,2           | −2,5           | 2,0            | 8,7            | 14,0           | 17,2           | 18,4           | 17,8           | 14,0           | 8,6            | 3,1            | −1,5           | 8,0            |
| Середній мінімум, °C    | −7,4           | −5,7           | −1,9           | 3,6            | 8,5            | 11,8           | 13,1           | 12,4           | 8,8            | 3,9            | 0,0            | −4,2           | 3,6            |
| Норма опадів, мм        | 32             | 31             | 33             | 53             | 81             | 97             | 99             | 73             | 54             | 37             | 37             | 40             | 667            |
| ----------------------- | -------------- | -------------- | -------------- | -------------- | -------------- | -------------- | -------------- | -------------- | -------------- | -------------- | -------------- | -------------- | -------------- |
| Джерело:                |                |                |                |                |                |                |                |                |                |                |                |                |                |

## Історія
Згадується село 28 серпня 1458 року в книгах галицького суду.

## Населення
Станом на 1989 рік у селі проживали 583 особи, серед них — 286 чоловіків і 297 жінок.
За даними перепису населення 2001 року у селі проживала 591 особа. Рідною мовою назвали:
| Мова       | Кількість осіб | Відсоток |
| ---------- | -------------- | -------- |
| українська | 586            | 99,15%   |
| російська  | 5              | 0,85%    |

## Політика
На виборах у селі Локітка працює окрема виборча дільниця, розташована в приміщенні клубу. Результати виборів:
- Вибори Президента України 2010 (перший тур): зареєстровано 500 виборців, явка 75,20%, найбільше голосів віддано за Юлію Тимошенко — 44,68%, за Арсенія Яценюка — 13,30%, за Віктора Ющенка — 11,70%[9].
- Вибори Президента України 2010 (другий тур): зареєстровано 492 виборці, явка 87,80%, з них за Юлію Тимошенко — 84,26%, за Віктора Януковича — 10,88%[10].
- Парламентські вибори 2012: зареєстровано 468 виборців, явка 67,31%, найбільше голосів віддано за Всеукраїнське об'єднання «Батьківщина» — 41,59%, за Всеукраїнське об'єднання «Свобода» — 24,76% та УДАР — 16,51%.[11] В одномандатному окрузі найбільше голосів отримав Володимир Купчак (Всеукраїнське об'єднання «Батьківщина») — 41,82%, за Миколу Круця (самовисування) проголосували 18,55%, за Володимира Поліша (самовисування) — 15,09%[12].
- Вибори Президента України 2014: зареєстровано 474 виборці, явка 83,54%, з них за Петра Порошенка — 60,35%, за Юлію Тимошенко — 16,41%, за Олега Ляшка — 12,63%[13].
- Парламентські вибори в Україні 2014: зареєстрований 471 виборець, явка 69,85%, найбільше голосів віддано за «Народний фронт» — 42,86%, за Блок Петра Порошенка — 10,64% та Радикальну партію Олега Ляшка — 9,42%.[14] В одномандатному окрузі найбільше голосів отримав Роман Вірастюк (Народний фронт) — 23,71%, за Михайла Довбенка (Блок Петра Порошенка) проголосували 17,93%, за Василя Кіндія (Об'єднання «Самопоміч») — 14,59%[15].

## Релігія
24 жовтня 2022 року місцева Церква Христа Царя перейшла до ПЦУ.

## Відомі уродженці
- Гергелюк Михайло (02.09.1992 – 19.06.2022) — учасник російсько-української війни клірик Коломийської єпархії ПЦУ, капелан Верховинського батальйону територіальної оборони.